# العذراء فيستال (سبونتيني)
لا فيستال العذراء فيستال وهي أوبرا من تأليف جاسبار سبونتيني إلى نص فرنسي من تأليف إتيان دي جوي . يأخذ شكل تراجيدي غنائي في ثلاثة أعمال. تم تقديمها لأول مرة في 15 ديسمبر 1807من قبل الأكاديمية الإمبراطورية للموسيقى (أوبرا باريس) في غرفة مونتانسير وتعتبر تحفة سبونتيني.  يُظهر الأسلوب الموسيقي تأثير غلوك ويستبق أعمال بيرليوز وفاغنر والأوبرا الفرنسية الكبرى. 

## روابط خارجية
- La vestale: Scores at the International Music Score Library Project
- Score, University Library, Goethe University Frankfurt
- About Étienne de Jouy who wrote La vestale نسخة محفوظة 2010-01-14 على موقع واي باك مشين. باللغة الفرنسية
- "Tu che invoco", audio على يوتيوب, Maria Callas
- "O nume tutelar", audio على يوتيوب, Rosa Ponselle

قالب:Gaspare Spontini